# جون هينيغان
جون هينيغان (بالإنجليزية: John Hennigan)‏ هو لاعب بلياردو أمريكي ‏ أمريكي، ولد في 10 أغسطس 1970 في فيلادلفيا في الولايات المتحدة.